# أولاد عدوان
أولاد عدوان هي مدينة وبلدية جزائرية، تقع شمال شرق الجزائر بدائرة عين الكبيرة التابعة إداريا وإقليميا ولاية سطيف الجزائرية على بعد 23 كلم شمال مدينة سطيف، يبلغ تعدادها السكاني حوالي 14000 نسمة (إحصاء سنة 2008)،[بحاجة لمصدر] يمر بها الطريق الوطني رقم 9ب (N9B)، والطريق الوطني رقم 9 (N9)، والطريق الولائي رقم 169 (W169)، يمارس سكانها الزراعة، تربية الماشية والدواجن، والصناعة والحرف التقليدية.